# Кирга (приток Ницы)
Кирга — река в России, протекает по Ирбитскому муниципальному образованию Свердловской области. Устье реки находится на 126-м км правого берега реки Ница. Длина реки составляет 60 км, площадь водосборного бассейна — 879 км².

## Данные водного реестра
По данным государственного водного реестра России относится к Иртышскому бассейновому округу, водохозяйственный участок реки — Ница от слияния рек Реж и Нейва и до устья, речной подбассейн реки — Тобол. Речной бассейн реки — Иртыш.
Код объекта в государственном водном реестре — 14010501912111200007255.

## Притоки
Притоки перечислены по порядку от устья к истоку:
- 7,5 км: река Шавушка
- 12 км: река Чёрная
- 17 км: река Берёзовка
- 24 км: река Ольховка
- 45 км: река Трестовка